# Rubí (telenowela 2020)
Rubí – amerykańsko-meksykańska hiszpańskojęzyczna telenowela z 2020 roku, wyprodukowana przez W Studios, Lemon Studios dla Televisa i Univision, remake telenoweli z 1968, która już wcześniej doczekała się remake’u emitowanego w Polsce pod tytułem Cena marzeń.
Polska premiera odbyła się 1 marca 2021 o godzinie 13.55 w TV4.

## Fabuła
Do wystawnej lecz podupadłej rezydencji na odludziu przyjeżdża młoda, ambitna dziennikarka, Carla, by zrobić reportaż o tajemniczej właścicielce posiadłości – Rubí Perez Ochoa. Kobietę otacza mroczna legenda: podobno zniszczyła wielu znanych i wysoko postawionych mężczyzn, stała za upadkiem potężnych fortun i wpływowych rodów. Rubí nie znosi dziennikarzy, uważa, że są nic nie warci, podobnie jak kłamstwa, jakie powtarzają o niej ludzie, ale zgadza się dać Carli szansę i opowiedzieć jej o sobie. W swojej opowieści cofa się o 20 lat, do czasów, kiedy była biedną studentką. Już w młodości piękna i umiejąca wykorzystywać swoją urodę dziewczyna, zwracała na siebie uwagę i potrafiła zawrócić w głowie każdemu. Mieszkała z chorą matką, siostrą z którą nie najlepiej się dogadywała i siostrzenicą, którą uwielbiała. Bieda, pożar domu i konieczność walki o przetrwanie utwierdzały ją tylko w przekonaniu, że powinna walczyć o siebie na własnych zasadach, nie licząc się z innymi i nie przejmując ich uczuciami i losami. Marzyła o życiu w luksusie i blasku sławy, a ludzie byli dla niej jedynie narzędziami do osiągania kolejnych celów. Dlatego zaprzyjaźniła się z Maribel, wrażliwą i nieśmiałą dziewczyną z bardzo zamożnej rodziny, która wkrótce pożałowała tej znajomości i zaufania jakim ją obdarzyła. Dzięki niej Rubí poznała jej narzeczonego – bogatego i robiącego światową karierę młodego architekta, Hectora. On zaś wprowadził ją w kręgi międzynarodowej elity, gdzie spotkała wielkiego dyktatora mody, Lucasa, a dzięki sławie jaką jej zapewnił jej projektant poznała księcia Eduarda z hiszpańskiej rodziny królewskiej. Chociaż zdobyła wszystko czego pragnęła i miała wszystkich u swych stóp, nie mogła znaleźć szczęścia, które daje prawdziwa miłość, bo jedynego mężczyznę, którego kochała, Alejandra – utalentowanego i zakochanego w niej lekarza – porzuciła, kiedy odkryła, że nie jest milionerem, za jakiego go wzięła, gdy się poznali.

## Obsada
- Camila Sodi
- José Ron
- Rodrigo Guirao Díaz
- Kimberly Dos Ramos
- Tania Lizardo
- Marcus Ornellas
- Rubén Sanz
- Lisardo Guarinos
- Alejandra Espinoza
- Ela Velden